# Partits polítics de Manipur
Els principals partits polítics de Manipur des de la seva independència el 1947 i sota administració de l'Índia des 1949, han estat:
- Partits nacionals:
  - Nikhil Manipuri Mahasabha (NMM), fundat el 1934.
  - Partit Comunista de Manipur (MCP), fundat el 1949
  - Comitè de l'Estat de Meitei (MSC), fundat el 1943
  - Comitè de Consolidació de Manipur (CONSOCOM) fundat el 1968
  - Partit Comunista de Kangleipak (KCP), refundat el 14 d'abril de 1980.
  - Unió Nacional de Manipur (MNU)
  - Partit Popular de Manipur
  - Manipur Hills Union

- Partits indis:
  - Manipur India Congress, fundat el 1947, secció del Partit del Congrés de l'Índia
  - Janata, secció de Manipur
  - Partit Samata
  - Partit Comunista de l'Índia, secció de Manipur

Vegeu també: Moviments d'Alliberament de Manipur